# Cartutx d'escopeta

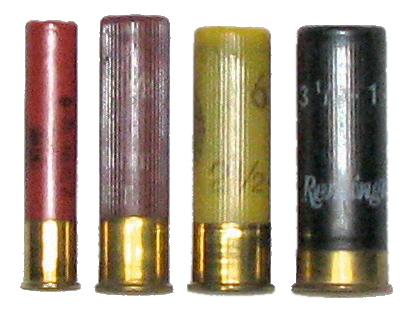
Quatre mides de cartutx d'escopeta

Un cartutx d'escopeta és el tipus estàndard de munició que es fa servir en una escopeta. És dispara després de ser carregat a la recambra o recambres de qualsevol de les varietats d'aquest tipus d'armes. El cartutx té una forma cilíndrica i normalment mesura entre 2,75 polzades (70 mm) i 3,5 polzades (89 mm) de longitud. Té una càrrega de pólvora i uns perdigons de plom o unes postes més gruixudes fetes per ser disparats des d'una escopeta. Els cartutxos d'escopeta solen ser normalment de plàstic (antigament de cartró) però tenen una base de llautó prim, encara que poden ser fets totalment de llautó, de paper o d'altres combinacions d'aquests materials.

## Mides

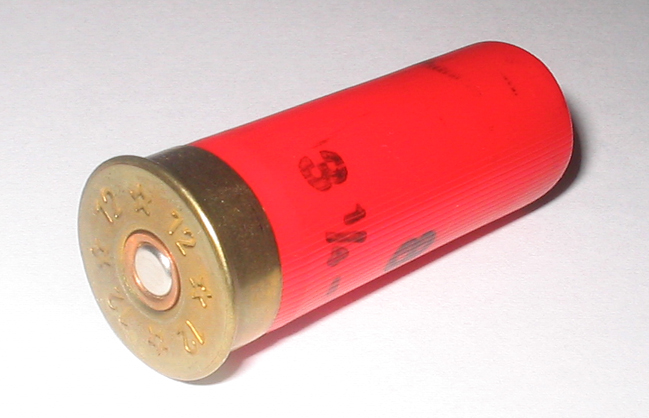
Cartutx d'escopeta típic de calibre 12.

La mida d'un cartutx d'escopeta es mesurat normalment amb un sistema de mesura anglesa conegut com a gauge (en català: calibre de cartutx). La mida més comuna de cartutx d'escopeta és el calibre 12. Quan es mesura el calibre d'un cartutx un nombre més petit significa un cartutx més gran: una cartutx del 12 és més gran que un cartutx del 20. El calibre d'un cartutx és una mesura antiga. Excepte el calibre .410, que no és un calibre de cartutx en absolut. El calibre d'un cartutx "n" és igual al diàmetre de "n" boles de plom que sumades pesen 1 lliura (equival a 456,6 g). Per exemple un cartutx de calibre de 12 compta amb perdigons amb un pes d'1/12 de lliure (37,8 g). Un calibre 20, una altra mida popular actual, té el diàmetre d'una esfera que pesa 1/20 d'una lliura de plom. A part de permetre disparar perdigons i bales també existeixen tipus de munició "menys letals", dissenyats per a no causar ferides greus i sovint utilitzat per la policia. Es poden carregar amb perdigons de plàstic, de goma o amb sal.

## Calibre
Els cartutxos d'escopeta tenen una designació de calibre diferent d'altres armes de foc. El calibre fa referència al nombre de boles de plom del diàmetre del canó que sumades tenen un pes total d'una lliura, és a dir 453,6 g.
Seguint aquesta regla els valors que defineixen els calibres del cartutxos d'escopeta són:
| Calibre:        | 4     | 8     | 10    | 12    | 16    | 20    | 24    | 28    | 32    | 36 (.410) |
| --------------- | ----- | ----- | ----- | ----- | ----- | ----- | ----- | ----- | ----- | --------- |
| Diàmetre en mm: | 26,73 | 21,22 | 19,97 | 18,53 | 16,84 | 15,63 | 14,71 | 13,97 | 13,37 | 10,2      |

Els calibres més habituals són el 12/70 o 16/65 on el primer nombre és el calibre segons el sistema esmentat i el segon la llargària del cartutx en mm.

## Usos

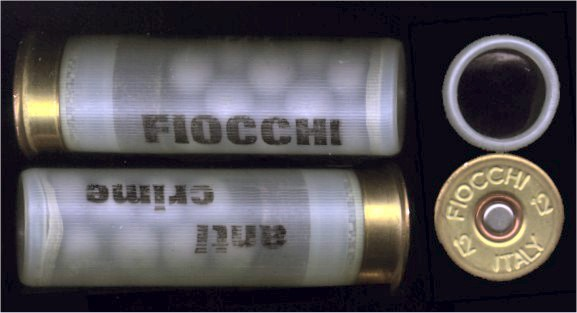
Perdigons de cautxú en un cartutx menys letal

Els cartutxos de perdigons s'han utilitzat històricament en la caça, en la que encara són majoritaris en la caça menor. També s'utilitzen de forma esportiva per exemple en el tir al plat o en funcions de seguretat de particulars o de defensa, ja sigui en la policia o la infanteria militar.